# Arabica (revue)
Pour les articles homonymes, voir Arabica.
 (avril 2021).
Si vous disposez d'ouvrages ou d'articles de référence ou si vous connaissez des sites web de qualité traitant du thème abordé ici, merci de compléter l'article en donnant les références utiles à sa vérifiabilité et en les liant à la section « Notes et références ».
Arabica est une revue scientifique pluridisciplinaire consacrée au monde arabophone. Elle est fondée en 1954 par Évariste Lévi-Provençal.

## TranslittérationArabica
Il existe plusieurs systèmes de translittération de l'arabe, les plus employés étant celui de la revue Arabica et celui de l'Encyclopédie de l'Islam.
Les remarques qui suivent portent sur la transcription Arabica qui est la plus cohérente des deux (une lettre arabe = une lettre latine). Or certaines lettres ont plusieurs fonctions, d'autres sont muettes ; la transcription est donc souvent ambiguë :
- la hamza indépendante, ainsi que ʾalif, yāʾ et wāw quand ils portent la hamza diacritée, ont tous la valeur [ʔ], transcrite ‹ ʾ ›, ils ne diffèrent en effet que par les règles d'écriture de la hamza mais représentent fondamentalement la même consonne ;
- ʾalif et ʾalif maqṣūra servent tous deux à allonger le /a/ : la transcription ne permet pas de savoir laquelle des deux lettres est utilisée ;
- le tāʾ marbūṭa n'est prononcé /t/ qu'en état d'annexion ou lorsqu'on prononce la désinence casuelle ; il ne sera transcrit que dans ces deux cas ;
- le tanwīn est noté en exposant accompagné de sa voyelle casuelle (raʾaytu kalban) ;
- au sukūn et à la šadda ne correspondent aucun signe particulier. On note رأيْتُ ainsi raʾaytu et كسّر ainsi kassartu (par simple redoublement de la consonne géminée) ;
- le /l/ de l'article assimilé devant consonne « solaire » est noté /l/ quand on transcrit de l'arabe littéral: al-sirr. En effet, l'assimilation est dans ce cas totalement prédictible. En revanche, lorsqu'on transcrit un texte en dialecte arabe, on doit faire apparaître l'assimilation quand elle se produit : l-kalb; n-nâr. En effet, les règles d'assimilation de l'article sont variables d'un dialecte à l'autre.

Toutes ces raisons font qu'il est parfois pratique d'utiliser une translittération précise qui suive l'original arabe, caractère par caractère. La norme ISO 233 permet cela (dans les exemples suivants, on placera les translittérations entre accolades) :
- chaque consonne est écrite avec un symbole consonantique, même le ʾalif (translittéré ‹ ʾ ›, demi-anneau à droite), le wāw, et autres lettres d’allongement ;
- les voyelles ne sont indiquées que si le texte de départ est vocalisé ;
- les différents types de hamza sont notés par :
  - ‹ ' › avec un support : حَقَائِبْ ḥaqāʾib ‹ ḥaqaʾy'ib° ›,
  - ‹ ˌ › sans support : ضَوْء ḍawʾ ‹ ḍaw°ˌ ›,
- ʾalif maqṣura est noté ‹ ỳ › : مَتَى matā ‹ mataỳ › ;
- tāʾ marbūṭa est translittéré ‹ ẗ › (dans d'autres normes, un ‹ ʰ ›) : سَبْعَة sabʿa ‹ sab°ʿaẗ › ;
- les tanwīn sont rendues par un accent aigu : رَجُلًا raǧulan ‹ raǧuláʾ › ;
- le sukūn est noté par un ‹ ° › : زَوْج zawǧ ‹ zaw°ǧ ›, la šadda par un macron : شَدَّة šadda ‹ šad̄aẗ › ;
- l'assimilation de l'article est écrite lettre par lettre : أَلشَّمْس ʾaš-šams ‹ ʾ'alš̄am°s ›, etc.